# Ctianopha argyria
Ctianopha argyria är en fjärilsart som beskrevs av Butler 1879. Ctianopha argyria ingår i släktet Ctianopha och familjen tandspinnare. Inga underarter finns listade i Catalogue of Life.